# Amt Brieselang
Das Amt Brieselang mit Sitz in der Gemeinde Brieselang war ein von 1992 bis 2003 existierendes Amt zunächst im Kreis Nauen, ab 1993 im Landkreis Havelland (Brandenburg), in dem drei Gemeinden zu einem Verwaltungsverbund zusammengeschlossen waren. Im Rahmen der Gemeindereform 2003 in Brandenburg wurden die amtsangehörigen Gemeinden in die Gemeinde Brieselang eingegliedert und das Amt 2003 aufgelöst.

## Geographie
Das Amt Brieselang grenzte im Norden an die Stadt Nauen, die Gemeinde Falkensee und das Amt Schönwalde-Glien, im Osten an die Stadt Falkensee, im Süden an das Amt Wustermark und im Westen an das Amt Nauen-Land und die Stadt Nauen.

## Geschichte
Der Minister des Innern des Landes Brandenburg erteilte am 26. August 1992 seine Zustimmung zur Bildung des Amtes Brieselang. Als Zeitpunkt für das Zustandekommen des Amtes wurde der 30. August 1992 bestimmt. Die Zustimmung war befristet bis zum 30. August 1994. Sitz des Amtes war in der Gemeinde Brieselang. Zum Zeitpunkt des Zustandekommens des Amtes waren folgende Gemeinden im damaligen Kreis Nauen zugeordnet:
1. Brieselang
2. Bredow
3. Zeestow

Die Befristung wurde ab 28. Juli 1994 aufgehoben
Mit der Gemeindereform Brandenburg 2003 wurden die Gemeinden Bredow und Zeestow zum 26. Oktober 2003 in die Gemeinde Brieselang eingegliedert. Das Amt Brieselang wurde aufgelöst und die Gemeinde Brieselang amtsfrei.
| Jahr      | 1992  | 1993  | 1994  | 1995  | 1996  | 1997  | 1998  | 1999  | 2000  | 2001  | 2002  |
| Einwohner | 12272 | 12095 | 12020 | 11945 | 11698 | 11464 | 11376 | 11244 | 11018 | 10828 | 10486 |

## Amtsdirektor
Erster Amtsdirektor (1992–2000) war Richard Heynisch. Ihm folgte Werner Jergla nach.

## Belege
1. ↑  Bildung des Amtes Brieselang. Bekanntmachung des Ministers des Innern vom 26. August 1992. Amtsblatt für Brandenburg - Gemeinsames Ministerialblatt für das Land Brandenburg, 3. Jahrgang, Nummer 82, 26. Oktober 1992, S. 1918.
2. ↑  Aufhebung der Befristung von Ämtern. Bekanntmachung des Ministers des Innern vom 20. September 1994. Amtsblatt für Brandenburg - Gemeinsames Ministerialblatt für das Land Brandenburg, 5. Jahrgang, Nummer 71, 7. Oktober 1994, S. 1446.
3. ↑  Viertes Gesetz zur landesweiten Gemeindegebietsreform betreffend die Landkreise Havelland, Potsdam-Mittelmark, Teltow-Fläming (4.GemGebRefGBbg) vom 24. März 2003. Gesetz- und Verordnungsblatt für das Land Brandenburg, I (Gesetze), 2003, Nr. 05, S. 73
4. ↑  Beitrag zur Statistik Landesbetrieb für Datenverarbeitung und Statistik Historisches Gemeindeverzeichnis des Landes Brandenburg 1875 bis 2005 19.5 Landkreis Havelland PDF
5. ↑  Chronistenbüro (Memento vom 23. Januar 2016 im Internet Archive)